# نیروی هوایی کنیا
نیروی هوایی کنیا (انگلیسی: Kenya Air Force) نیروی هوایی زیرمجموعه نیروهای دفاعی کنیا است، که فعالیت خود را از سال ۱۹۶۴ آغاز نمود.